# クリスティアーノ・ペレイラ・デ・ソウザ
ブラジリア（Brasília） ことクリスティアーノ・ペレイラ・デ・ソウザ（Cristiano Pereira de Souza、1977年7月28日 - ）は、ブラジルのサッカー選手。ポジションはFW。
Kリーグ時代の登録名はブラジリア（ハングル: 브라질리아）。

## クラブ歴
1999年にイトゥアーノFCで選手となり、翌2000年にポーランドのヴィスワ・クラクフに加入。翌年にMKSポゴニ・シュチェチンに移籍した後、ドイツのエネルギー・コットブスを経て、ザグウェンビェ・ルビンに移籍しポーランドに復帰、その後再びヴィスワ・クラクフに加入した。
2004年にポルトガルのCFベレネンセスに移籍し、スポルチ・レシフェを経てレイションイスSCに移籍、その後ヴィトーリアSCに移籍した。2007年に大田シチズンに移籍しKリーグデビューを果たすと、翌年の蔚山現代FCでは6アシストでリーグアシスト王に輝いた。その後、浦項スティーラース、全北現代モータースに在籍した。
2010年1月には再びポーランドに渡りオドラ・ヴォジスワフ・シロンスクに加入。その後、キプロスのオリンピアコス・ニコシアを経てブラジルに復帰した。

## タイトル

### クラブ
ヴィスワ・クラクフ
- エクストラクラサ：2003-04

全北現代モータース
- Kリーグ：2009

### 個人
- Kリーグアシスト王：2008